# Marioniscus hachijoensis
Marioniscus hachijoensis is een pissebed uit de familie Scyphacidae. De wetenschappelijke naam van de soort is voor het eerst geldig gepubliceerd in 1999 door Nunomura.